# Mădălina Florea

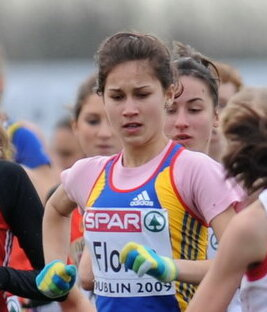
La CE de Cros din 2009

Monica Mădălina Florea (n. 3 februarie 1993, Sighișoara, Mureș, România) este o sportivă română specializată în cursele de atletism pe distanțe lungi.

## Carieră
Mădălina Florea a început cu gimnastica ritmică, făcând timp de trei ani, iar apoi a optat pentru atletism. A participat la Campionatele Mondiale de Juniori (U20) din 2012 de la Barcelona, unde s-a clasat pe locul 6 în proba de 5000 metri. La Campionatul European de Tineret din 2013 de la Tampere a obținut locul 4. În anul 2015 românca a fost în două rânduri aproape de medalie la Campionatul European de Tineret de la Tallinn. Mai întâi a stabilit un nou record personal în proba de 10000 metri. În finala de la 5000 de metri a fost depășită cu numai 7 sutimi de ucraineanca Viktoriya Kalyuzhna, stabilind din nou un record personal.
La Campionatul European din 2016 de la Amsterdam sighișoreanca s-a clasat pe locul 7 în proba de semimaraton. În același an a făcut parte de echipa României care a cucerit bronzul la Campionatul European de Cros de la Chia. La Cupa Europei de 10000 metri din 2017 metri a obținut locul 6 cu echipa României. În 2018 i s-a rupt tendonul lui Ahile care a necesitat o operație.
În anul 2019 sportiva a câștigat Semimaratonul de la București. În același an s-a clasat pe locul 18 la Campionatul Mondial de Alergare Montană de la Villa la Angostura, Argentina, iar cu echipa României (Cristina Simion, Denisa Dragomir, Andreea Pîșcu) a obținut medalia de bronz. În 2022 a cucerit medalia de argint la Campionatul European de Alergare Montană de la El Paso.
La Campionatul Mondial de Alergare Montană și Trail Running din 2023 atleta a obținut locul șase. În același an a ocupat locul trei în clasamentul general la Golden Trail Series după ce a câștigat finala de la Golfo dell'Isola. În 2024 a cucerit trei medalii de bronz la Campionatul European de Alergare Montană de la Annecy, două la individual, iar una cu echipa României (Cristina Simion, Andreea Pîșcu, Maria Magdalena Bosînceanu) a ajuns pe locul patru.

## Recorduri personale
| Probă       | Performanță | Dată              | Locație   |
| ----------- | ----------- | ----------------- | --------- |
| 5000 m      | 15:38,45    | 12 iulie 2015     | Tallinn   |
| 10 000 m    | 32:55,08    | 10 iulie 2015     | Tallinn   |
| 10 km       | 32:50       | 23 martie 2025    | București |
| Semimaraton | 1:11:56     | 10 iulie 2016     | Amsterdam |
| Maraton     | 2:44:29     | 23 februarie 2020 | Sevilla   |